# アタック (洗剤)

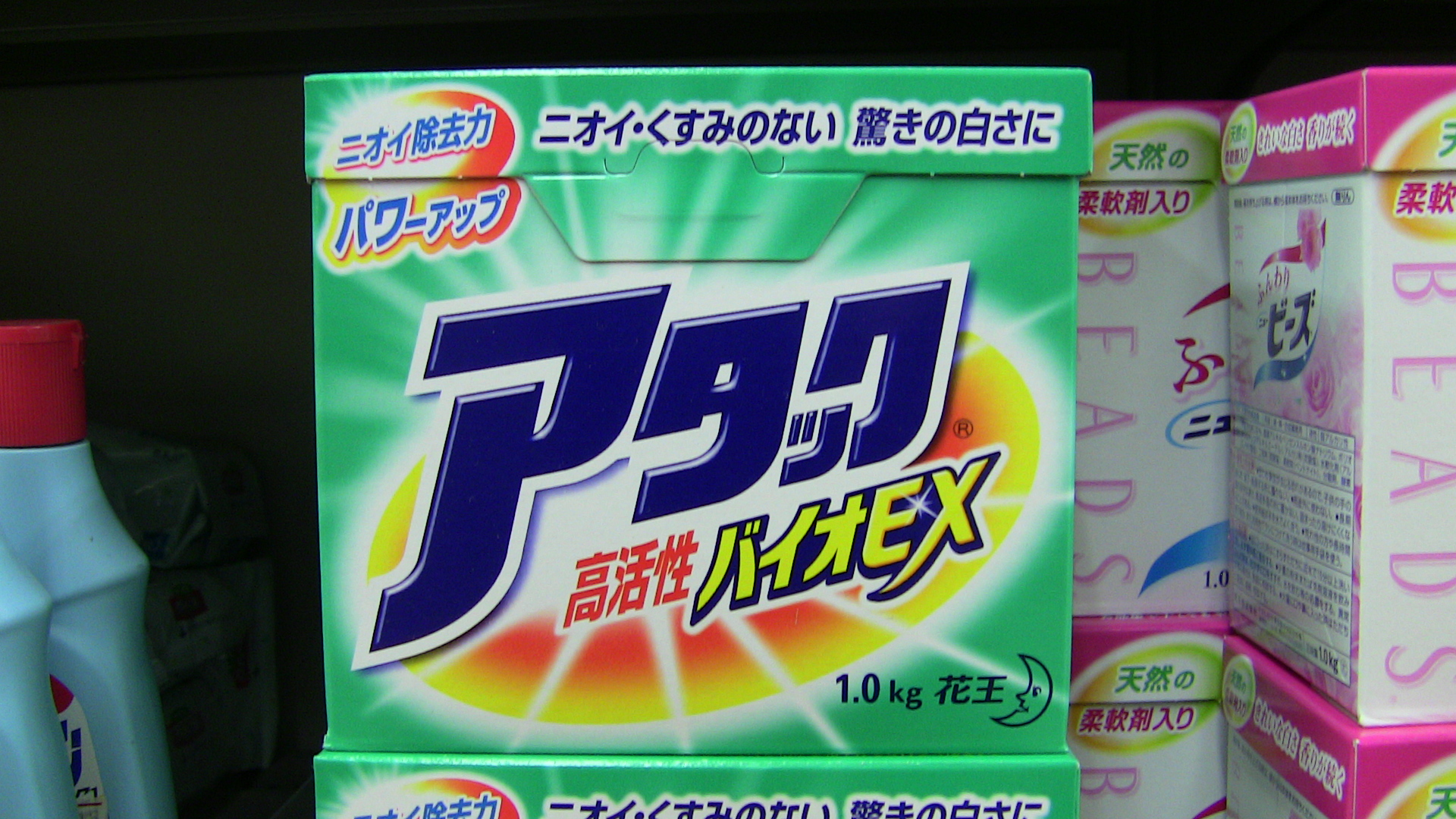
アタック高活性バイオEX

アタック（英: Attack）は、花王株式会社が販売する洗濯用洗剤である。従来品から一気に五分の一まで小型化を果たし、「コンパクト洗剤」の先駆けとされる。

## 概説

### アタック（1987年）
花王は、無燐化の際に落ちた洗浄力に対する評判の挽回し、利益率が悪くなるばかりの製品大型化競争に終止符を打つ新製品の開発に取り組み、新酵素「アルカリセルラーゼ」の開発で既製品を大きく上回る洗浄力を、トナーの粉体加工技術を応用することで洗剤粒子の高密度化を実現した。こうして誕生した「アタック」は、四分の一の量の洗剤で、既製のどの洗剤より良く落ちる画期的な製品となった。製品の小型化は、物流や店頭在庫の面でも大きな効果を見込めた。消費者の洗剤の量が多ければより汚れが落ちるという思い込みに対しては、計量スプーンを封入することで解決した。1987年4月に発売すると、市場で首位を争っていたライオンの「トップ」を大きく引き離すヒット商品となった。

### 製品の多様化とリニューアル（1995年 - ）
1995年には粉末洗剤「アタック」が「新コンパクトアタック」にリニューアルし、さらにコンパクト化された。また、同年に発売された液体洗剤「液体アタック」を皮切りに、消費者のニーズに合わせて様々な製品が開発されており、新製品の発売や既存製品のリニューアルが頻繁に行われている。

## 年表
- 1969年 - 大型洗剤、酵素無配合の「アタック」を発売。
- 1987年 - コンパクト粉末洗剤、酵素配合の「アタック」を発売[7]。コンパクト化当初の内容量は1.5kgだった。
- 1988年 - 「アタック」を日本国外で初めてシンガポールで発売[7]。
- 1995年 - 粉末洗剤「アタック」を「新コンパクトアタック」にリニューアルし、さらにコンパクト化。内容量が1.2kgとなった。液体洗剤「液体アタック」を発売。
- 1998年 - 部分洗い用洗剤「アタックポイント洗い」が発売。
- 2000年10月 - 粉末洗剤を水溶性シートで覆った「アタックシートタイプ」（後にアタックシートに改名）が発売。
- 2001年 - 溶解速度の高い洗剤粒子を採用した「アタックマイクロ粒子」を発売[7]。
- 2002年 - 新たな部分洗い用洗剤としてスプレータイプの「アタック泡スプレー」が発売。
- 2003年 - 漂白成分が含まれている粉末洗剤「アタック漂白剤in」を発売。内容量は1.1kg。
- 2004年 - 粉末洗剤「アタック」に緑と青の2種類の酵素の粒子が配合された。
- 2005年3月 - 「アタックシート」生産終了。
- 2006年 - 粉末洗剤「アタック」の酵素が、独自の「高活性バイオ酵素」にリニューアル。内容量が1.1kgとなった。「アタック漂白剤in」の後継商品として洗浄・漂白・除菌・防臭・柔軟成分が含まれている「アタックALL in」を発売。内容量は1.0kg。
- 2007年 - 「アタック」発売20周年を迎え、「20年目のアタック」のキャッチフレーズで記念製品「20周年限定品（ホワイトソープの香り）」が限定販売された。同年9月には、アタックとハミングで共同開発した「スタイルフィット」というブランド内の洗剤として「アタックスタイルフィット」が発売されたが、粉末洗剤は2009年6月に廃止され、液体洗剤を含むスタイルフィット全製品も2011年3月をもって生産を終了した。
- 2008年
  - 1月23日 - 液体アタックの後継商品として「アタックバイオジェル（2009年4月に「アタック高活性バイオEXジェル」に改良）」が発売された。同年の11月には冬季限定品「アタック Special Winter Edition（ホワイトクリスタルアロマの香り）」が発売され、以来毎年11月に同様の製品が限定販売されている（製品名は「アタック高活性バイオEX Special Winter Edition」）。また、「アタックALLin」にも数量限定で別の香りが販売されている。
  - 6月 - 粉末洗剤「アタック」のパッケージに「液体洗剤の2倍の洗浄成分[8]」と表記された。また、計量スプーンにも改良が加えられ、「さくっとスプーン」となった。同時に内容量が1.0kgとなった。
- 2009年8月 - 超コンパクト液体洗剤「アタックNeo」を発売[7]。
- 2012年 - 発売25周年を迎え、同年3月に発売20周年の時と同じように数量限定品を発売。今回はブランドのシンボルである清潔な白さを象徴する「イノセントローズの香り」で、粉末洗剤（アタック高活性バイオパワー）のほかに、超コンパクト液体洗剤「アタックNeo」にも設定される。
  - 9月15日 - 「アタックALL in」の後継商品として「アタック高浸透リセットパワー」を発売。内容量は900g。
  - 11月 - 「アタック高活性バイオEX」・「アタックNeoバイオEXパワー」に発売25周年記念数量限定品の第2弾として、清川あさみデザインの「セレブローズの香り」を発売。内容量は通常品より少なく設定されている（高活性バイオパワー：950g、NeoバイオEXパワー本体：360g、NeoバイオEXパワーつめかえ用：320g）
- 2013年
  - 3月 - 「アタック高活性バイオEX」・「アタックNeoバイオEXパワー」に清川あさみデザインの数量限定品の第2弾として、「ブリリアントブロッサムの香り」と「ブリリアントガーデンの香り」を発売。内容量は通常品より少なく設定されている（高活性バイオパワー：950g、NeoバイオEXパワー本体：360g、NeoバイオEXパワーつめかえ用：320g）。ただし「NeoバイオEXパワー」は、本体360g+つめかえ用320gのセットでの販売となる。
  - 4月20日 - 「アタック高活性バイオEX つめかえパック」を発売。
  - 6月 - 液体洗剤「アタック高活性バイオEXジェル」をリニューアルし、「アタック高浸透バイオジェル」に改名した。
  - 8月（一部店舗は同年7月最終週） - 「アタックNeoバイオEXパワー」を全面刷新し、新洗浄成分の配合により洗浄時間を高速化した「ウルトラアタックNeo」を発売。
- 2014年
  - 3月 - 「アタック 高浸透リセットパワー」をパッケージリニューアル。ブルー基調のパッケージとなる。さらに、「つめかえパック」が新たに設定された。
  - 5月 - 超コンパクト液体洗剤「アタックNeo抗菌EXパワー」を全面刷新し、防カビ性能を高めた「アタックNeo抗菌EX Wパワー」を発売。
  - 9月 - 「尿臭ブロッカー」と高浸透洗浄成分を配合した「アタック消臭ストロング」・「アタック消臭ストロングジェル」を発売（併せて、衣類・布・空間用消臭剤「リセッシュ」にも「除菌EX 消臭ストロング」を発売した）。
- 2015年
  - 3月 - 液体洗剤「アタック消臭ストロングジェル」に業務用を追加発売。
  - 5月 - 液体洗剤「アタック 高浸透バイオジェル」をパッケージリニューアル。「アタック」のロゴデザインも変更した。
  - 6月 - 液体洗剤「アタック 抗菌EX スーパークリアジェル」を発売。
  - 8月（一部店舗は7月最終週） - 「ウルトラアタックNeo」をリニューアル。
  - 10月 - 衣料用つけおき専用洗剤「アタック消臭ストロング つけおき専用洗剤」を発売。
  - 11月 - 「ウルトラアタックNeo」に業務用を追加発売。
- 2016年
  - 1月 - 「アタックNeo抗菌EX Wパワー」をリニューアル。
  - 7月 - 「ウルトラアタックNeo」をリニューアル。
- 2017年
  - 5月 -
    - 「アタックNeo抗菌EX Wパワー」をリニューアル。
    - 「ウルトラアタックNeo」の数量限定品「ブラックシリーズ リフレッシュシトラスの香り」を発売（本品では、「ブラックシリーズ」の名にちなみ、キャップの色が黒となる。また、「ブラックシリーズ」は複数のブランドを横断する形で展開しており「エマール」と「リセッシュ」にもラインナップされる）。

  - 7月 - 「アタック抗菌EX スーパークリアジェル」をリニューアル。
  - 夏 - 「アタック 高活性バイオEX」、「アタック 高浸透リセットパワー」の本体及び「アタック 消臭ストロング」をパッケージリニューアル（自然切替）。あけ口の形状を変更して開ける場所を表示し、サイズをコンパクト化した新型箱となった（中身の変更はなく、内容量は据え置き。「ニュービーズ」シリーズでも同時期に同様のリニューアルを行う）。
  - 9月 - 「アタック 高浸透バイオジェル」をリニューアル。
- 2018年
  - 4月 - 部分用洗たく石けん「アタック プロEX石けん」を発売。
  - 10月 - 「アタック 消臭ストロングジェル」をリニューアル。
- 2019年
  - 3月 - 「アタック 高活性バイオEX（ワンパックを含む）」、「アタック 高浸透リセットパワー」をリニューアル。　　
  - 4月 - 「アタックZERO」発売[7]。
  - 6月 - 「アタック 抗菌EX スーパークリアジェル」をリニューアル。
  - 10月 - 「アタックZERO」にワンパックを追加発売（コンビニエンスストア限定で発売されていたが、全業態へ拡大しての発売となる）。
- 2020年
  - 5月 - 「アタックZERO」をリニューアル。
  - 9月 - 5日に「アタック抗菌EX」発売、12日に「アタックZERO」のワンパックをリニューアル。
- 2021年
  - 3月 - 「アタックZERO」・「アタック抗菌EX」に「つめかえ用 デカラクサイズ」を追加し、Amazon.co.jp限定で発売。
  - 4月 - 「アタックZERO」をリニューアル、「アタック消臭ストロングジェル」に「つめかえ用 超特大サイズ」を追加発売。
  - 5月 - 「アタック抗菌EX」に「超特大つめかえ用約3.6倍」（2.5kg）を追加発売。
- 2022年
  - 春 - 「アタック高活性バイオEX（ワンパックを含む）」の製品名を「アタック高活性バイオパワー」へ変更。
  - 4月 - 「アタック泡スプレー 除菌プラス」発売。
  - 5月 - 14日に「アタックZERO」をリニューアル、28日に「アタック抗菌EX 部屋干し用」を発売。
  - 7月 - 「アタック3X」がパッケージデザインを変更して「アタック抗菌EX」に改名してリニューアル。
  - 8月 - 「アタックZERO 部屋干し」発売。
  - 10月 - セブン&アイ・ホールディングスと共同開発した同社のプライベートブランドとのダブルブランド製品「セブンプレミアム ライフスタイル アタック Skip Style（スキップ スタイル）」をセブン-イレブンやイトーヨーカドーなどのグループ店舗限定で発売[9]。
- 2023年
  - 3月 - 「アタック抗菌EX」・「アタック抗菌EX 部屋干し用」をリニューアル。
  - 4月 - 1日（一部店舗は同年3月最終週）に「アタック泡スプレー 除菌プラス 消臭パワー」発売、22日に「アタックZERO 自動投入専用」発売。
  - 5月 - 「アタックZERO」・「アタックZERO ドラム式専用」・「アタックZERO 部屋干し」をリニューアル。
  - 8月（一部店舗は同年7月末より） - 「アタックZERO パーフェクトスティック」発売。
  - 9月 - 「アタック除菌アドバンス」発売。
- 2024年
  - 3月 - 「アタックZERO パーフェクトスティック 部屋干し」発売。
  - 4月 - 「アタックZERO」・「アタックZERO ドラム式専用」・「アタックZERO 部屋干し」をリニューアル。
  - 5月 - 「アタック抗菌EX ラク干しプラス」発売。
  - 6月 - 「アタック抗菌EX」・「アタック抗菌EX 部屋干し用」をリニューアル。
  - 9月 - 「アタック除菌アドバンス」を「アタック抗菌EX 除菌アドバンス」へ改名しリニューアル、「アタックZERO パーフェクトスティック（部屋干しを含む）」にAmazon.co.jp限定の超特大サイズ（76本）を追加発売。
- 2025年
  - 3月 - 「アタックZERO パーフェクトスティック」・「アタックZERO パーフェクトスティック 部屋干し」・「アタック消臭ストロングジェル」をリニューアル。
  - 7月 - 6日に「アタック抗菌EX」・「アタック抗菌EX 部屋干し用」をリニューアル、19日に「アタック高活性バイオパワー」と「アタック高浸透リセットパワー」をリニューアル。

## キャッチフレーズ
- 1987年 - 2004年、2017年夏 - 現在「スプーン1杯で驚きの白さに」　(開けやすさの改善によるキャッチフレーズ復活)
- 2004年 - 2006年「せんいの奥から（さらに）驚きの白さに」（酵素が改良されキャッチフレーズも変更となった）
- 2006年 - 2008年6月「たっぷりを一度に洗えて驚きの白さに」
- 2008年6月 - 2012年8月「ニオイ・くすみのない驚きの白さに」
- 2012年8月 - 2017年夏「皮脂・ニオイ・ガンコな汚れまで驚きの白さに」
- 2018年夏「抗菌水に変えよう」「抗菌水はアタック。」（「アタックNeo抗菌EX Wパワー」のみ）
- 2019年4月 - 「ZERO洗浄のアタックZERO」（「アタックZERO」のみ）

## ラインナップ
現行のアタックシリーズは、「アタックZERO」（パーフェクトスティックを含む）、「アタック抗菌EX ラク干しプラス」、「を除いて、全品に蛍光剤が配合されている。以前発売されていた「液体アタック」、「アタックスタイルフィット」、「ウルトラアタックNeo」、「アタックNeo 抗菌EX Wパワー」は、蛍光剤無配合であった。
また、界面活性剤の配合比率は、「アタック抗菌EX」（部屋干し用を含む）は17%、「アタック消臭ストロングジェル」と「アタック高活性バイオパワー」は19%、「アタック抗菌EX ラク干しプラス」は20%、「アタック抗菌EX 除菌アドバンス」と「アタック高浸透リセットパワー」は21%、「アタックZERO パーフェクトスティック」（部屋干しを含む）は22%、「アタックZERO ドラム式専用」は40%、「アタックZERO」と「アタックZERO 部屋干し」は47%である。使用している界面活性剤は、「アタックZERO」（パーフェクトスティックを含む）と「アタック抗菌EX」を除く全品がLASと非イオン系である。
- 液体洗剤
  - アタックZERO（ゼロ） - 「アタックNeo（ネオ）」シリーズ（ウルトラアタックNeo・アタックNeo 抗菌EX Wパワー）の後継製品で、2019年4月1日に発売された濃縮タイプ。「バイオIOS」と呼ばれる洗浄基剤を主成分としている。また、本体はボトル、一部販売店限定の大ボトルに加え、ボトルと同容量のワンハンドタイプが設定された。洗濯機の洗剤投入口へ直接投入するもので、プッシュ回数によって使用量を調節する（1プッシュするごとに約5g吐出するようになっており、5プッシュでキャップ1杯分となる）。つめかえ用は特大サイズ、一部販売店限定の超特大サイズ2種、Amazon限定のデカラクサイズの4容量が設定される。なお、大ボトルと特大サイズ以外のつめかえ用は花王の製品情報サイトには未掲載である。2019年10月に追加発売されたワンパックは旅行出張・病院・コインランドリーなどに向けた使いきりタイプ（1袋で水量30Lに対応）で、7袋入りとなる。2020年5月（ワンパックは同年9月）のリニューアルで「抗菌プラス」と呼ばれる抗菌技術に代謝制御剤を組み合わせた消臭テクノロジーを採用。同年夏にはボトルと大ボトルを仕様変更。ボトル形状が変更となり、ボトルは下部に1ヶ所、大ボトルは上部と下部の2ヶ所にライン状の溝が挿入された。2021年4月のリニューアルでは洗濯中の汚れ戻り防止効果が向上されるとともに、本体（ワンハンドタイプを含む）容器のPETを100%再生プラスチックに切り替えた。2022年5月のリニューアルで処方が改良され、「バイオクラッシュ洗浄」と呼ばれる洗浄処方が採用されたことで多糖汚れ（バイオフィルム）の蓄積を抑制する効果も付与された。内容量は減容となり（ボトル/ワンハンドタイプ:400g→380g、ボトル大:610g→580g、特大つめかえ用:900g→850g、超特大つめかえ用:1350g→1200g、超特大つめかえ用:1800g→1620g、つめかえ用デカラク:2380g→2150g）、つめかえ用は標準サイズを廃止して特大サイズからの設定となった。2023年5月のリニューアルでは多糖汚れを除去する成分を除去する成分が増量されたことにより、繰り返し洗濯を行うことにより多糖汚れの除去が可能となった。内容量はつめかえ用において店頭販売品は減容（特大:850g→810g、超特大:1200g→1140g、超特大:1620g→1540g）されるものの、デカラクサイズは増量（2150g→2200g）された。2024年4月のリニューアルでは多糖汚れの除去が1回の普通洗濯でも除去が可能なように処方改良。ボトルを大サイズのみに集約され、ワンハンドタイプは内容量の増量により約2年ぶりに400gとなった。なお、発売初期品と2020年リニューアル品はJANコードが同一であったが、2021年4月以降はリニューアルの都度、JANコードが変更されている。
  - アタックZERO（ゼロ） ドラム式専用 - 2019年4月1日発売。「節水対応ポリマー」を高配合した、花王製品で初のドラム式専用洗剤（タテ型にも使用可能[10]）。白をベースに黒の差し色を配したデザインとなっている。「アタックZERO」同様、ボトル・ワンハンドタイプ・つめかえ用（標準・特大）及び一部販売店限定の大ボトルと超特大つめかえ用も設定されているが、内容量は「アタックZERO」よりも少なく設定されていた（ボトル・ワンハンドタイプ:380g、大ボトル:580g、つめかえ用:340g、特大つめかえ用:860g、超特大つめかえ用:1280g、超特大つめかえ用:1700g）。「アタックZERO」同様、大ボトルと特大サイズ以外のつめかえ用は花王の製品情報サイトには未掲載である。「アタックZERO レギュラー」同様、2020年5月のリニューアルで消臭テクノロジー「抗菌+」を採用。同年夏にはボトルと大ボトルを仕様変更。ボトル形状が変更となり、ボトルは下部に1ヶ所、大ボトルは上部と下部の2ヶ所にライン状の溝が挿入された。2021年4月のリニューアルでは洗濯中の汚れ戻り防止効果を向上するとともに、本体（ワンハンドタイプを含む）容器のPETを100%再生プラスチックに切り替え。内容量が増量となり、レギュラータイプの「アタックZERO」と内容量が同じとなった。2022年5月のリニューアルでは「アタックZERO」同様に「バイオクラッシュ洗浄」が採用され、内容量を減容（内容量は「アタックZERO」と同一）。つめかえ用は通常サイズが廃止され、特大サイズからの設定となった。2023年5月のリニューアルでは「アタックZERO」同様に多糖汚れ除去成分を増量する処方改良が行われ、ワンハンドタイプは内容量の増量、つめかえ用は店頭販売品は減容、デカラクサイズは増量された。2024年4月のリニューアルでは多糖汚れの除去が1回の普通洗濯でも除去が可能なように処方改良。ボトルを大サイズのみに集約され、ワンハンドタイプは増量された。
  - アタックZERO（ゼロ） 部屋干し - 「アタックZERO」をベースに、「部屋干し臭撃退技術」を採用した濃縮タイプでは唯一の部屋干し向け洗剤。白をベースに緑の差し色を配したデザインとなっている。「アタックZERO」や「アタックZERO ドラム式専用」同様、ボトル・ワンハンドタイプ・つめかえ用特大及び一部販売店限定の大ボトルとつめかえ用超特大（1200g、1620g）、Amazon限定のつめかえ用デカラクがラインナップされており、内容量も「アタックZERO」・「アタックZERO ドラム式専用」と同一となる。2023年5月のリニューアルでは「アタックZERO」同様に多糖汚れ除去成分を増量する処方改良が行われ、つめかえ用は店頭販売品は減容、デカラクサイズは増量された。2024年4月のリニューアルでは多糖汚れの除去が1回の普通洗濯でも除去が可能なように処方改良。ボトルを大サイズのみに集約され、ワンハンドタイプは以外は内容量が減容された（大ボトル:580g→570g、つめかえ用:810g→760g、1140g→1070g、1540g→1460g、つめかえ用メガジャンボ:2100g→2000g）。
  - アタック抗菌EX - 青のパッケージ。内容量は従来発売されていた「アタック高浸透バイオジェル」よりも少なくなる（本体:900g→880g、つめかえ用:810g→690g）が、つめかえ用には通常サイズの約1.8倍量となる1.22kg入り、ホームセンターやECサイト向けに通常サイズの約2.6倍量となる1.8kg入り、通常サイズの約3.6倍量となる2.5kg入りの3種類の超特大サイズ、Amazon限定で通常サイズの約2.1倍量となる1.44kg入りの超特大サイズと通常サイズの約4.1倍量となる2.8kg入りのデカラクサイズも設定される（約1.8倍量を除く超特大サイズとデカラクサイズは花王の製品情報サイトには未掲載）。2022年7月に後述する「アタック抗菌EX 部屋干し用」と統一したパッケージデザインに変更するとともに、つめかえ用は超特大サイズを減容（1.22kg→1kg）、Amazon限定の超特大サイズを増量（1.44kg→1.5kg）し、据え置きとなる容量と合わせて「アタック抗菌EX 部屋干し用」と同一のラインナップとなった。この時は後継品であることがすぐに分かるようにする配慮として「アタック抗菌EX」の製品ロゴに近くに「3X」の表記を残し、裏面に記載されている製品名は「アタック3X」のままであったが、2023年3月に浸透抗菌水洗浄技術の採用に伴ってリニューアルされた際に「3X」の表記が無くなり、製品名が正式に「アタック抗菌EX」に改名された[11]。2024年6月のリニューアルでは洗浄強化成分が増量されたほか、内容量は100g増量して2.9kgとなったつめかえ用デカラクサイズ以外は減容（本体:880g→750g、つめかえ用:690g→590g、つめかえ用超特大:1kg→900g、つめかえ用超特大:1800g→1590g、つめかえ用メガジャンボ(超特大から改名):2.5kg→2.12kg）となり、本体ボトルは「超フィットボトル」と呼ばれる新形状へ変更。また、使用量の目安が見直されたため（水量30Lの場合:約25ml→30ml）新ボトルでのつめかえが推奨されており、つめかえ用の表面にも「新ボトルにつめかえてください」の記載がされている。2025年7月のリニューアルでは花王製品で初となる黄ばみ除去成分が配合された。
  - アタック抗菌EX 部屋干し用 - 緑のパッケージ。「アタック抗菌EX スーパークリアジェル」の後継製品となり、香りをサンシャイングリーンに変更し、キャップをグリーンに変更。繰り返し洗濯をすることで衣類に付着したウイルスを減らす抗ウイルス機能（エンベロープタイプのウイルス1種で効果を検証）が付加された。内容量は本体とつめかえ用の一部は「アタック抗菌EX スーパークリアジェル」よりも少なくなる（本体:900g→880g、つめかえ用:770g→690g、超特大:1.35kg→1kg）が、一部販売店向けの1.6kgは1.8kgに増量となり、新たに1.5kg、2.5kg、Amazon限定のデカラクサイズ2.8kgの3容量が設定された。2023年3月のリニューアル時に浸透抗菌水技術を採用。2024年6月のリニューアルでは香りの改良を行ったほか、内容量を減容（本体:880g→720g、つめかえ用超特大:1kg→850g、つめかえ用超特大:1800g→1520g、つめかえ用メガジャンボ(超特大から改名):2.5kg→2.03kg、つめかえ用デカラクサイズ:2.8kg→2.77kg）。本体ボトルは「超フィットボトル」と呼ばれる新形状へ変更。また、使用量の目安が見直されたため（水量30Lの場合:約25ml→30ml）新ボトルでのつめかえが推奨されており、つめかえ用の表面にも「新ボトルにつめかえてください」の記載がされている。なお、つめかえ用（690g）はリニューアルを受けずに同年6月末をもって製造を終了した。2025年7月のリニューアルではニオイを抑える効果が向上された。
  - アタック抗菌EX 除菌アドバンス - クエン酸が配合され、除菌機能が付加された酸性タイプ。「アタック」ブランドで初めてパッケージに「まぜるな危険」の表示がされており、有毒な塩素ガスが発生する危険性があるため、「ハイター」などの塩素系製品の併用は不可（柔軟剤や「ワイドハイター」などの酸素系漂白剤の併用は可能だが、ブランドサイトによれば、除菌性能が十分に発揮できない可能性があるため、粉末酸素系漂白剤の「ワイドハイター PRO 強力分解パウダー」との併用は推奨外の旨が記載されている）。また、つめかえ用は「アタック除菌アドバンス」のボトルを使用するように指示されている。つめかえ用は本体ボトルと同容量でキャップ付の880g入りに加え、一部販売店限定で1.58kgの超特大サイズも設定されている。2024年9月のリニューアルでは除菌性能と香りの改良を行ったほか、内容量を減容（本体:880g→720g、つめかえ用超特大:880g→850g、つめかえ用超特大:1580g→1520g）。新たにつめかえ用メガジャンボ2種（2.03kg、2.77kg）を追加。本体ボトルは「超フィットボトル」と呼ばれる新形状へ変更。また、使用量の目安が見直されたため（水量30Lの場合:約25ml→30ml）新ボトルでのつめかえが推奨されており、つめかえ用の表面にも「新ボトルにつめかえてください」の記載がされている。
  - アタック抗菌EX ラク干しプラス - 「ハイブリッドウォッシュ処方」と呼ばれる洗浄技術を用い、からまり抑制機能を付加したもの。内容量はほかの「アタック抗菌EX」シリーズよりも少なく設定されている（本体:690g、つめかえ用超特大:810g、1460g、つめかえ用メガジャンボ:2.63kg）。
  - アタック消臭ストロングジェル - 「尿臭ブロッカーEX」配合。2015年3月には主に病院や介護施設に向けた4kgボトル入りの業務用が追加された。2018年10月のリニューアルでは「尿臭ブロッカー」から「尿臭ブロッカーEX」に強化され、香りがフレッシュハーブに変更。2020年秋にパッケージデザインが変更（自然切替）され、ボトル正面のラベルやパックの上部がピンク色の帯となり、「洗たく用洗剤」の品目名と洗濯機のアイコンが表記された。2021年4月にはつめかえ用に本体の約1.6倍量（1.45kg）とした超特大サイズを追加発売。2022年3月につめかえ用の通常サイズ（810g）が製造終了となり、超特大サイズのみとなった。2025年3月のリニューアルでは洗浄性能が向上されたほか、内容量を減容（本体:900g→720g、つめかえ用超特大:1450g→1150g）。本体ボトルは「超フィットボトル」と呼ばれる新形状へ変更。また、使用量の目安が見直されたため（水量30Lの場合:約25ml→30ml）新ボトルでのつめかえが推奨されている。
- 粉末洗剤
  - アタック高活性バイオパワー - 当ブランドの基盤製品。内容量は年代により異なる（750g / 1.5kg(1987年 - 1995年) → 600g / 1.2kg(1995年 - 2006年) → 500g / 1.1kg(2006年 - 2008年5月) → 500g / 1.0kg(2008年6月 - 2009年4月)→ 450g / 1.0kg(2009年4月 - 2012年3月) → 1.0kg(2012年3月 - 2013年4月) → 1.0kg / つめかえパック900g(2013年4月 - 2019年3月) → 900g / つめかえパック810g(2019年3月 - 2025年7月) → 850g / つめかえパック750g(2025年7月 - )）。2019年3月のリニューアルでは皮脂汚れ高洗浄成分が配合され、スプーンの形状を変更。さらに、内容量が減容されたが、高濃縮処方の採用により使用量も減量（標準使用量である水量30L時で20gから18gに減量）されたため、標準使用量における使用回数は従来品と同じとなった。2022年春に配合されているバイオ酵素の変更に伴って「アタック高活性バイオEX」から製品名が変更され、同時に正面右下の「Kao」ロゴを月のマークレスに変更された。2025年7月のリニューアルで皮脂洗浄力を向上させる組成変更を行い、スプーンを緑から濃いグレーに変更。また、内容量だけでなく使用量も変更（標準使用量である水量30L時で18gから22gに変更）されたため、標準使用量における使用回数が少なくなった（本体:50回分→約38回分、つめかえパック:45回分→約34回分）。
  - アタック高浸透リセットパワー - 漂白剤・柔軟剤配合のオールインタイプ。内容量は世代によって異なる（900g(2012年9月 - 2019年3月) → 900g / つめかえパック810g(2014年3月) → 800g / つめかえパック720g(2019年3月 - 2025年7月) → 800g / つめかえパック700g(2025年7月 - (）。2019年3月のリニューアルでは皮脂汚れ高洗浄成分が配合され、スプーンの形状を変更。さらに、内容量が減容されたが、高濃縮処方の採用により使用量も減量（標準使用量である水量30L時で24gから21gに減量）されたため、使用回数は従来品とほぼ同じとなった。2022年春に正面に記載の「Kao」ロゴが月のマークレスに変更された。2025年7月のリニューアルで皮脂洗浄力を向上させる組成変更を行い、スプーンを青から濃いグレーに変更。また、内容量は本体は据え置かれたものの、つめかえパックは減容。使用量も変更（標準使用量である水量30L時で21gから23gに変更）されたため、標準使用量における使用回数が少なくなった（本体:約38回分→約34回分、つめかえパック:約34回分→約30回分）。
- 計量不要タイプ
  - アタックZERO パーフェクトスティック - 後述する「アタックシート」以来となる計量不要タイプ（タテ型の場合は水量65Lまで・ドラム式の場合は洗たく物量6kgまでなら1本、それ以上なら2本）となり、水溶性のフィルムの中に粒子一つ一つにコーティングが施された粉末を封入してスティック形状としたもの。ジッパー付きのスタウトパウチ包装が採用されており、誤食防止のため、ジッパーにある赤いタブを袋のオモテ面と一緒につままないと開封ができないセーフティロック式となっている。2025年3月のリニューアルでは洗浄成分が増量された。入数は発売当初、7本・24本（特大）・51本（超特大）が設定されていたが、リニューアルに伴って16本・34本・55本に増量した。本品は中国で製造されている。
  - アタックZERO パーフェクトスティック 部屋干し - 「アタックZERO パーフェクトスティック」に「部屋干しパワフル消臭技術」と呼ばれる消臭機能を付加したもの。入数は「アタックZERO パーフェクトスティック」と同じ。
- 部分用
  - アタック泡スプレー 除菌プラス - 従来発売されていた「アタックシュッと泡スプレー」の後継製品。スプレーが改良され、除菌・ウイルス除去機能（5分放置が必要、ウイルス除去機能はエンベロープタイプのウイルス1種で効果を検証）が付加されたことで、マスク（布製など水洗い可能なのものに限る）の洗浄も可能となった。また、つめかえ用は250ml入りの通常サイズに加え、通常サイズの約2.8倍量（720ml）で、キャップ付きの特大サイズが新たに設定された。2023年3月につめかえ用の通常サイズが製造終了となり、特大サイズのみとなった。

### 販売店限定品
- セブンプレミアム ライフスタイル アタック Skip Style 洗たく用洗剤 - 「アタックZERO」シリーズと同じ「バイオiOS」を採用しているが、柔軟効果と衣類の絡みを低減する効果を持たせており、柔軟剤なしでも洗濯可能である。本体は計量不要のワンハンドボトルで、「アタックZERO ワンハンドタイプ」よりも容量を増やし、420g入りに、つめかえ用は本体の2倍量となる840g入りでキャップ付の特大サイズのみの設定となる。
- セブンプレミアム ライフスタイル アタック Skip Style シワとり消臭ミスト - 衣類のシワとり、消臭・除菌、ウイルス除去、静電気防止の4つの効果を持たせた衣類用シワとり消臭剤。本品にはつめかえ用は設定されない。

### 製造終了品
- アタック（大型洗剤） - 1969年2月頃発売。標準使用量（水30Lに対して）が50gの製品であった。1973 - 1974年ごろ製造終了。
- アタック漂白剤in - 2003年4月に発売された漂白成分入りの洗剤。アタックALL inの発売に伴い廃止。
- アタックALL in（オールイン） - 2006年6月発売。洗浄・漂白・除菌・防臭・柔軟成分を配合した粉末洗剤。「アタック漂白剤in」の後継製品。また、通常品のほかに季節限定で香り違いの製品が発売されていた。「アタック高浸透リセットパワー」の発売に伴い、2012年8月製造終了。
- アタックシート - 2000年10月に「アタックシートタイプ」として発売。「溶けるシートで驚きの白さに」をキャッチフレーズに、固形の洗剤を水溶性シートで覆うことにより、洗剤に手を触れなくてよい、計量しなくて良いといった利便性を実現した洗剤だったが、2005年3月製造終了となった。計量を不要化する同様の製品は2023年8月に発売された「アタックZERO パーフェクトスティック」が実質的な後継品となる。
- ワンパックアタック高活性バイオパワー - 「アタック高活性バイオパワー」の個包装タイプで、旅行やコインランドリー用（1袋で水量38Lに対応）。1箱10袋入り。2019年3月のリニューアルに伴い、濃縮化処方によって1袋の容量が27gから24gに減容された。2022年春に配合されているバイオ酵素の変更に伴って「ワンパックアタック高活性バイオEX」から製品名が変更され、同時に正面の「Kao」ロゴを月のマークレス仕様に変更された。2023年7月末製造終了。ワンパックタイプの製品は液体の「アタックZERO ワンパック」に集約された。
- 液体アタック - 1995年発売。当初は640mlボトルしかなかったが、消費者の使い勝手の向上のため、2005年に1000mlボトルも発売され、同時に抗菌剤も配合された。2008年1月に後継品のアタックバイオジェル発売に伴い製造終了。
- アタックスタイルフィット 粉末洗剤 - 2007年9月発売。パッケージには「アタック」のロゴが書かれているが、独自ブランドとして扱われている。2009年製造終了。
- アタックスタイルフィット 液体洗剤 - 2007年9月発売。パッケージには「アタック」のロゴが書かれているが、独自ブランドとして扱われている。2011年製造終了。
- アタック消臭ストロング - 漂白剤・柔軟剤配合のオールインタイプ（「尿臭ブロッカー」、高浸透洗浄成分、黄ばみ防止成分配合）。内容量は900g。最小使用量は24g（37 - 38回分）。2018年9月製造終了。
- アタックポイント洗い - 1998年発売。汚れに直接塗る洗たく用洗剤（部分用）。2017年3月製造終了。
- アタック消臭ストロング つけおき専用洗剤　- 1回（35g）使いきりのワンパックタイプ（1箱10袋入）。本品は洗たく前に使用するつけおき用洗剤である（約30分つけおきしてすすぎをした後、もう一度通常の洗濯をする）。2018年9月製造終了。
- ウルトラアタックNeo（ネオ） - 液体・濃縮タイプの洗たく用洗剤（すすぎ1回対応）。2009年8月に「アタックNeo」として発売され、2012年7月のリニューアル時に「アタックNeo バイオEXパワー」に改名。2013年8月のリニューアル時に「ウルトラアタックNeo」に改名された。「アタックZERO」の発売に伴い、2019年3月製造終了。
- アタックNeo（ネオ） 抗菌EX Wパワー - 液体・濃縮タイプの洗たく用洗剤（すすぎ1回対応）。液体タイプの洗たく用洗剤で唯一となる漂白剤を配合した製品であった。2011年7月に「アタックNeo 抗菌EXパワー」として発売され、2014年5月のリニューアル時に「アタックNeo 抗菌EX Wパワー」に改名された。「アタックZERO」の発売に伴い、2019年3月製造終了。
  - アタックZERO（ゼロ） 自動投入専用 - 「アタックZERO」をベースとした自動投入機能を備えた洗濯機専用。基準量が「アタックZERO」よりも少ない6ml（基準量で6mlの設定が不可の洗濯機への使用は不可）の超濃縮となり、タンクの手入れを容易にするため、液性をタンク内で固まりにくい設計に変えている。タンクへの補充を前提としている製品のためパウチ包装となり、通常はキャップ付の650g入りだが、1回で全量補充する「お試しサイズ」として220gも設定されていた。「アタックZERO」へ統合のため、2024年9月末製造終了。
- アタック高浸透バイオジェル - 「液体アタック」の後継製品で、2008年1月23日に「アタックバイオジェル」として発売したジェル状の液体・レギュラータイプ。2009年4月に「アタック高活性バイオEXジェル」へ改名。2012年11月にはホームセンターなどの一部販売店限定で通常サイズの2倍容量としたキャップ付のつめかえ用超特大サイズ（1.8kg）を追加設定した（本サイズは花王ホームページの製品情報には掲載されなかった）。2013年6月のリニューアルで香りを天然ユーカリ成分を配合したハーバルグリーンの香りに変更し、商品名も変更。併せて、本体・つめかえ用の内容量を変更した（本体:1.0kg→900g、つめかえ用:900g→810g、つめかえ用超特大サイズは従来通り1.8kgのままのため、通常サイズの約2.2倍容量となった）。2017年9月のリニューアルで洗浄成分を変更。つめかえ用は内容量を変更した（通常サイズ:810g→770g、超特大サイズ:1.8kg→1.6kg(通常サイズの約2.1倍容量となる)、本体は内容量据え置き）。「アタック3X」の発売に伴い、2020年8月製造終了。
- アタック抗菌EXスーパークリアジェル - ジェル状の液体・レギュラータイプ。2015年8月にはホームセンターなどの一部販売店限定で通常サイズの約2.2倍容量としたキャップ付のつめかえ用超特大サイズ（1.8kg）を追加設定した（本サイズは花王ホームページの製品情報には掲載されていない）。2017年7月のリニューアルでは、「アタックNeo 抗菌EX Wパワー」に採用した「抗菌水洗浄技術」を採用したほか、すすぎ1回にも対応。アルカリ剤の配合に伴い液性が中性から弱アルカリ性に、香りをクリスタルグリーンにそれぞれ変更し、つめかえ用は内容量を変更した（通常サイズ:810g→770g、超特大サイズ:1.8kg→1.35kg(通常サイズの約1.8倍容量となる)、本体は内容量据え置きとなり、つめかえ用超特大サイズには通常サイズの約2.1倍量の1.6kg入りを追加）。2019年6月のリニューアルではパッケージデザインが変更された。2021年8月頃にパッケージデザインが変更になり、「部屋干し臭を徹底防臭」というキャッチコピーが付けられている。「アタック抗菌EX 部屋干し用」へ移行のため、2022年5月製造終了。
- アタック プロEX石けん - 2018年4月（一部オンラインショップでは同年3月より、数量限定で先行）発売。部分洗いに使用する洗たく用せっけんで、泥高分散剤が配合されており、棒形状としている。「ケース付き」では専用ケースが同梱されており、石けんの塗布側とは反対側に「かき出しブラシ」が備わっており、自立する構造のため、保管時のケースも兼ねる。なお、「ケース付き」の補充用を兼ねた石けんのみも設定された。2021年3月製造終了。
- アタックシュッと泡スプレー - 2002年発売。エリ･ソデ汚れや食べこぼし、泥汚れなどの部分汚れに直接スプレーして、洗濯機で洗うスプレータイプの部分用洗たく洗剤。蛍光剤無配合なので、色柄物や淡色の衣類にも使用できる。2018年春、パッケージデザインをリニューアルした。「アタック泡スプレー 除菌プラス」へ移行のため、2022年4月製造終了。
  - アタック泡スプレー 除菌プラス 消臭パワー - 「アタック泡スプレー 除菌プラス」にフレッシュソープの香りが付加され、消臭機能を重視したもの。2025年3月末製造終了。

### ギフト製品

#### 濃縮液体洗剤
「アタックZERO」のギフト製品は2020年2月から文字要素を減らし、金のアクセントを配したギフト専用デザインへ仕様変更。2024年にボトル本体を大サイズ（580g）、つめかえ用を特大サイズ（770g）に変更して大容量化された。
- アタックZERO ギフト - K・AB-10Aはボトル1本のみ、K・AB-15Aはボトル1本と食器用洗剤「キュキュット クリア除菌」2本のコンビセット。K・AB-20A/AB-25A/AB-30A/AB-40A/AB-50Aにもボトルは1本となり、つめかえ用の個数が異なる（AB-20A:1袋、AB-25A/AB-30A/AB-40A:2袋、AB-50A:4袋）。また、K・AB-25A以外のセットには「キュキュット クリア除菌」も1本追加される。
- アタックZERO ワンハンドギフト - 「アタックZERO ギフト」をベースに、ボトルタイプをワンハンドタイプに変更したもの。ワンハンドボトルは1本（通常品より少ない380g入り）で、つめかえ用の個数が異なる（AN-20:1袋、AN-30:2袋、AN-40:3袋、AN-50:4袋）。
- アタックZERO バラエティギフト（デパート専用） - 「アタックZERO」と「IROKA」のコンビセット。2024年のリニューアルに伴い、「キュキュット」に代わって「IROKA」がセットされるようになった。K・AV-25とK・AV-30は「アタックZERO」のワンハンドタイプとつめかえ用のペアは共通で、K・AV-25には衣類用フレグランスの「衣類のリフレッシュミスト ネイキッドリリーの香り」が、K・AV-30には柔軟剤の「ネイキッドリリーの香り」がそれぞれセットされる。K・AV-40とK・AV-50はK・AV-30とセット構成は同じでつめかえ用の個数が異なる（AV-40:2袋、AV-50:3袋）。

#### 液体洗剤
以下のセットは全てスーパー・小売店専用である。液体洗剤を「アタック抗菌EX」シリーズに刷新したことに伴い、2022年10月にリニューアルされた。
- アタック抗菌EXギフト - 「アタック抗菌EX」のみのギフト（そのため、外箱にも「洗たく用洗剤」が記載される）。「アタックZERO」同様、文字要素を少なくし、金字で「Gift」を記載したギフト専用デザインとなる。K・AR-10は本体とつめかえ用のペア構成、K・AR-30はK・AR-10のセット構成につめかえ用3袋を追加。K・AR-50はK・AR-30のセット構成に本体1本・つめかえ用3袋が追加される。
- アタック抗菌EXバラエティギフト - 「アタック抗菌EX」と食器用洗剤「キュキュット クリア除菌」のコンビセット。セットされる「アタック抗菌EX」の本体は1本となる。K・AU-10は「アタック抗菌EX」本体と「キュキュット クリア除菌」のペア構成。K・AU-15はK・AU-10のセット構成に「アタック抗菌EX」のつめかえ用1袋を追加。K・AU-20は「アタック抗菌EX」のつめかえ用を2袋に、K・AU-25は「アタック抗菌EX」のつめかえ用を3袋に、K・AU-30は「キュキュット クリア除菌」の本数を2本に増量。K・AU-40は「アタック抗菌EX」を5袋に、K・AU-50は「アタック抗菌EX」のつめかえ用を6袋とし、「キュキュット クリア除菌」を4本に倍増している。

#### 粉末洗剤
- アタック プレミアムギフト - ゴールド基調のパッケージとロイヤルホワイトソープの香りのギフト限定「アタック プレミアム」のみのギフト。元々デパート専用として発売し、2008年のお中元シーズンからスーパー・小売店仕様が登場していたが、2010年からは再びデパート専用となっていた。2022年1月に全面リニューアル。内容量を1.5kgから通常の「アタック 高活性バイオパワー」と同じ900gに減容するとともに、計量スプーンなしの「つめかえパック」（810g）が新たに設定。取扱店もデパートに加え、従来の「アタックギフト」から置き換わる形でスーパー・小売店でも約12年ぶりに発売された。本体2個とつめかえパック5袋が入ったK・AO-50Aのみの設定。

## 配合成分
アタックZERO / 部屋干し
界⾯活性剤[47%、⾼級アルコール系（⾮イオン）、⾼級アルコール系（陰イオン）、ヒドロキシアルカンスルホン酸塩］
安定化剤、抗菌剤、消臭助剤、酵素
アタックZERO ドラム式専用
界面活性剤[40%、高級アルコール系（非イオン）、高級アルコール系（陰イオン）、ヒドロキシアルカンスルホン酸塩]
安定化剤、抗菌剤、消臭助剤、酵素
アタック抗菌EX / 部屋干し用
界面活性剤[17%、高級アルコール系（非イオン）]
pH調整剤、安定化剤、酵素、蛍光増白剤
アタック抗菌EX 除菌アドバンス
界面活性剤[21%、LAS、ポリオキシエチレンアルキルエーテル]
pH調整剤、安定化剤、蛍光増白剤
アタック抗菌EX ラク干しプラス
界面活性剤[20%、ヒドロキシアルカンスルホン酸塩、直鎖アルキルベンゼン系]
安定化剤
アタック消臭ストロングジェル
界面活性剤[19%、高級アルコール系（非イオン）]
pH調整剤、安定化剤、酵素、蛍光増白剤
アタック高活性バイオパワー
界面活性剤[19%、直鎖アルキルベンゼンスルホン酸ナトリウム、ポリオキシエチレンアルキルエーテル]
アルカリ剤（炭酸塩）、水軟化剤（アルミノけい酸塩）、工程剤（硫酸塩）、分散剤、蛍光増白剤、酵素
アタック高浸透リセットパワー
界面活性剤[21%、直鎖アルキルベンゼンスルホン酸ナトリウム、ポリオキシエチレンアルキルエーテル]
アルカリ剤（炭酸塩）、水軟化剤（アルミノけい酸塩）、工程剤（硫酸塩）、漂白剤、分散剤、柔軟剤、蛍光増白剤、酵素
アタックZERO パーフェクトスティック / 部屋干し
界面活性剤[22%、 ポリオキシエチレンアルキルエーテル、純石けん分(脂肪酸ナトリウム)]
アルカリ剤（炭酸塩）、水軟化剤（アルミノけい酸塩）、酵素活性化剤（硫酸塩）、分散剤、抗菌剤、香料、酵素
アタック泡スプレー 除菌プラス
界面活性剤[8%、アルキルグリセリルエーテル]
安定化剤、金属封鎖剤

## 用語
マイクロ粒子
独自開発のマイクロ粒子は粒が小さく、きれいな球状。それだけでなく、一粒一粒の中に空気が閉じ込められたエアーイン構造。
水に触れた瞬間、中の空気がはじけて一気に溶け込み、衣類の隅々まで洗浄成分が行きわたる。現在は花王の全ての粉末洗剤に採用されている。
つめかえパック
2013年4月に「高活性バイオパワー」、2014年3月に「高浸透リセットパワー」に順次導入された粉末洗剤のつめかえ用（袋状）。
袋ごと箱の底まで入れてから開封し、袋に入れた状態でそのまま使用する（袋のままでの使用は不可、箱に直接移しかえることも不可）。廃棄時は袋のみとなるためごみ重量の削減に寄与する。なお、箱だけでなく計量スプーンも繰り返し使用することを前提としているため、つめかえパックには計量スプーンが同梱されない。
2019年3月のリニューアルで使用量が変わり、従来品の計量スプーンと改良品の互換性が無く、旧品の箱（「高活性バイオパワー」の1.0kg箱、「高浸透リセットパワー」の900g箱）へのつめかえが不可となるため、改良品の本体（「高活性バイオパワー」の900g箱、「高浸透リセットパワー」の810g箱）を改めて購入する必要がある。

## ロゴ・パッケージ
パッケージは緑色が基調となっている。以前は粉末洗剤の箱にプラスチックの吊り手とフタがついていたが、環境保護（リサイクル）のため2003年にフタは箱と同様に紙製になり、2004年には吊り手が無くなった。
ロゴは、太陽をモチーフとしたオレンジ色で楕円形のコロナの上に紺色の「アタック」の文字が書かれているデザインとなっている。なお、文字色の紺は力強い洗浄力を、ベースカラーの緑は革新性をそれぞれ表している。
「アタック」の文字は、2001年までは丸文字だったが、同年に現在の角ばった文字に変更された。2006年にはこのロゴを左下から見上げるようなデザインに変更された。2008年からは全体的に右上がりのデザインに変更された。
コロナは1997年に導入されており、当初はオレンジ色の楕円の中に黄色の小さな楕円があるデザインであったが、2001年に黄色の楕円の部分に白い光が加えられ、2004年には白い光の輝きが増した。2006年には強い輝きの部分が下の部分から左寄りに変更され、さらに輝きが増した。2008年からは強い輝きの部分がさらに大きくなり、楕円の外側が黄色、中央部がオレンジに変更された。
2008年からのロゴは2008年1月に発売された「アタックバイオジェル」に始まり、4月頃より「アタックALL in（オールイン）」に、6月からは「アタック高活性バイオパワー」にも導入された。2009年に入ってから、2001年当時のロゴをそのまま使用していた「アタックポイント洗い」と「アタックシュッと泡スプレー」にも現行ロゴを導入。既存製品がすべて同じロゴで統一された。また、ギフト製品にも新ロゴが導入され、「アタックプレミアムギフト」と「アタックプレミアムギフトコレクション」は2010年に新ロゴに切り替わった。2012年9月に「アタック高活性バイオパワー」・「アタック高浸透リセットパワー」でロゴをマイナーチェンジ。コロナが大きくなり、「ク」の真上に海外向け製品に使われている「Attack」ロゴが新たに挿入された。2013年6月にリニューアルした「アタック高浸透バイオジェル」も同じロゴになった。
2013年8月発売の「ウルトラアタックNeo」では、ロゴを囲うようにコロナがより大きくなり、以前のように楕円の外側がオレンジ、中央付近が黄色に戻された。また、輝きの部分が左上に移ってさらに輝きが増した。「アタック」のロゴも少し丸みを帯びるようになる。2014年3月にパッケージデザインをリニューアルした「アタック高浸透リセットパワー」や「アタック高活性バイオパワー」、同年5月にリニューアルした「アタックNeo抗菌EX Wパワー」（2016年1月のリニューアルで「ア」の真上に「Attack」ロゴが挿入され、「ウルトラアタックNeo」も同時期にロゴを変更）、同年9月に発売された「アタック消臭ストロング」・「アタック消臭ストロングジェル」、2015年5月にパッケージデザインをリニューアルした「アタック高浸透バイオジェル」、同年6月に発売された「アタック抗菌EXスーパークリアジェル」も同じロゴデザインとなっている。また、2006年当時のロゴを継続採用していたギフト製品の「アタック プレミアム」も2015年3月のリニューアルでロゴが約9年ぶりに変更された。2018年春にパッケージデザインが変更された「アタック シュッと泡スプレー」、同年10月にリニューアルされた「アタック 消臭ストロングジェル」もロゴが変更されたことで、この時点で同じロゴに統一された。
2019年4月発売の「アタックZERO」・「アタックZERO ドラム式専用」では新しいブランドロゴとなり、英字表記の「Attack」が大きく配置され、カナ表記の「アタック」は"ac"の下に小さく配置された。2020年9月発売の「アタック3X」、2022年4月発売の「アタック泡スプレー 除菌プラス」でも同じブランドロゴとなっている。「アタック高活性バイオパワー」と「アタック高浸透リセットパワー」も2025年7月のリニューアルに伴ってロゴが変更されたことで、店頭向けはブランドロゴが約6年ぶりに同じロゴに統一された。
なお、姉妹品ではロゴのデザインが多少変えられている場合がある。「アタックポイント洗い」や「液体アタック」は発売当初はコロナが斜め向きであった。
ちなみに、大箱時代のパッケージは黄色が基調で、白いダビデの星の形をしたものの内側に、「アタック」の文字が書かれたデザインであった。
参考：、

## 世界のアタック
アタックは現在、中国・香港・台湾、ベトナム、タイ、マレーシア、シンガポール、インドネシア、オーストラリア、ロシアでも発売されている。ロゴは基本的にどの国も同じデザインである。また、各国の洗濯事情や用途に応じてラインナップが細分化されている。
- 中国 - 「清潔の王者」を意味する「洁霸（ジェッパ）」の現地名で発売されており、通常の「アタック 高活性バイオパワー」相当の製品に加え、色柄物用や柔軟剤入りの製品もある。2010年9月には洗濯機洗い・手洗いのどちらでも高い洗浄力を発揮し、すすぎの回数を減らせる液体洗剤「洁霸瞬清无磷洗衣液」を発売し、2012年5月には同製品の色柄物用にあたる「洁霸瞬清亮彩无磷洗衣液」を発売[7]。2013年7月にはつけるだけで汚れを浮かせる粉末洗剤「洁霸瞬浄溶漬无磷洗衣粉」を発売。2016年1月には、日本での「アタック抗菌EX スーパークリアジェル」に相当する「洁霸抗菌无磷洗衣液」を発売した。なお、ロゴマークの上に「花王」が表示されている。
- 香港 - 中国と同様に「清潔の王者」を意味するが、こちらは「潔霸（ギッパ）」の現地名で発売されており、通常の「アタック 高活性バイオパワー」相当の製品に加え、粉末洗剤には色柄物用、液体洗剤には柔軟剤入りがある。また、粉末洗剤には日本での「アタック ALLin」に相当する漂白剤・柔軟剤入りオールインワンタイプ「潔霸 全能5合1」が発売されている。2013年8月には液体洗剤「潔霸淨味抗臭Plus」を、2019年8月に液体洗剤「潔霸防蟎成分Plus洗衣液」を、2021年6月には粉末洗剤「潔霸殺菌消毒洗衣粉」が発売された。なお、日本で発売されている「アタック 抗菌EX スーパークリアジェル」は香港へも輸出され、「潔霸抗菌防噏超濃縮洗衣液」の製品名で2019年5月から発売されており、「アタックZERO」も「Attack ZERO超濃縮噴槍型洗衣凝露」として日本仕様のままで発売されている（ワンハンドタイプとつめかえ用のみの設定）。
- 台湾 - 「スプーン一杯の効果」を意味する「一匙靈（インツーリン）」の現地名で発売されており、色柄物用や柔軟剤入り（柔軟剤入りは粉末タイプのみ）もある。2013年5月には日本での「アタックNeo 抗菌EXパワー」に相当する液体洗剤「一匙靈抗菌EX超濃縮洗衣精」を発売し、同年11月には粉末洗剤「一匙靈抗菌EX超濃縮洗衣粉」を発売。2014年7月には液体洗剤「一匙靈柔膚感EX超濃縮洗衣精」を発売して「一匙靈EX」としてシリーズ化され、2015年7月には日本での「ウルトラアタックNeo」に相当する液体洗剤「一匙靈極速淨EX超濃縮洗衣精」を発売した。2016年6月には粉末洗剤「一匙靈制菌超濃縮洗衣粉」と「一匙靈亮彩超濃縮洗衣粉」に、日本での「つめかえパック」に相当する「補充包」を追加発売した。
- ベトナム - 粉末洗剤6種類、液体洗剤2種類が発売されている。
- マレーシア - 通常の「アタック 高活性バイオパワー」相当の製品に加え、色柄物用粉末洗剤「Attack Colour Ultra」や柔軟剤入り洗剤「ATTACK Plus Softener」をラインナップする。
- シンガポール - 1988年に発売[7]。日本国外での販売で初めての例となった[7]。粉末タイプはマレーシアと同一のラインナップ。液体タイプは「Ultra Power」・「Detergent Plus Softener」・「Perfume（2種類）」の4種類に加え、2015年10月には日本での「ウルトラアタックNeo」に相当する「Attack Quick Clean」を、2016年3月に色柄物用の「Attack Colour」を順次発売。2020年9月に「アタックZERO」が発売された（ラインアップは日本でのワンハンドボトルとつめかえ用特大サイズに相当する2種類のみの設定だが、「Low Suds」の現地名で「ドラム式専用」も設定。パッケージデザインを含めて日本で発売されている仕様と同一だが、つめかえ用には英字表記のカバーが追加されている）。
- インドネシア - 通常の「アタック 高活性バイオパワー」相当の製品や柔軟剤入り粉末洗剤「ATTACK Plus Softener」に加え、タイ同様に手洗い用粉末洗剤「Attack Easy」をラインナップしており、粉末洗剤には使いきりサイズの小袋も設定されている。2010年10月にバティック用液体洗剤「Attack Batik Cleaner」を発売し、2014年6月にはつけおき時間5分・クリーム洗剤不要を実現した手洗い用粉末洗剤「Attack Jaz1」を発売した。
- オーストラリア - 「BIOZET Attack」の現地名で発売されている。粉末洗剤は「Biozet Attack」と柔軟剤入り「Biozet Attack with Softener」の2種類があり、オーストラリアの洗濯機の仕様に合わせてそれぞれに「TOP LOADER」と「FRONT LOADER」の2種類が設定されている。2011年2月に「アタックNeo」の技術をオーストラリア市場に合わせて応用した「BIOZET Attack Ecosmart Liquid」を発売。後にスピードコースに対応した「BIOZET Attack RAPID Laundry Liquid」にリニューアルされている。
- ロシア - 日本向けのパッケージにロシア語と英語で明記されたシールが貼り付けられており、「アタック高活性バイオパワー」と「アタック高浸透バイオジェル」は「Attack Bio EX」として、「アタック高浸透リセットパワー」は「Attack Multi-Action」として、「ウルトラアタックNeo」は「Ultra Attack」としてそれぞれ発売されており、「Attack Bio EX」の粉末タイプと「Attack Multi-Action」は日本同様に「つめかえパック」も設定している。なお、「Ultra Attack」は日本では一部販売店限定で発売されている大サイズ（610g）のみの設定である。
- タイ - 2006年に手洗い用衣料用洗剤「アタック・イージー（泰: แอทแทค อีซี่）」を発売した[7]。

## 歴代CM出演タレント
- 安藤和津（1987年 - 1989年、2018年 アタック消臭ストロング）
- 伊藤栄子（1989年 - 1992年[13]）
- 木内みどり（1992年頃）
- 手塚理美（1993年 - 1995年）
- 七瀬なつみ（液体アタック 1996年）
- 紺野美沙子（1997年頃 - 2003年）
- 木佐彩子
- 酒井法子（漂白剤in 2003年4月 - 2004年）
- 室井滋（2006年4月 - 2007年）
- 乙葉（ALLin 2006年9月 - 2007年）
- 斉藤由貴（2008年6月 - 同年11月）
- 反町隆史（2008年11月 - 2009年）
- 前田典子（Neo 2009年8月 - 2010年）
- 石橋けい（Neo 2010年 - 2011年3月）
- 常盤貴子（Neo 2011年4月 - 2012年6月）
- 江角マキコ（2012年7月 - 2014年9月）
なお、「ウルトラアタックNeo」にリニューアル後、江角の単独出演に加え、2013年夏から、内田恭子、SHELLY（同社のヘアスタイリング剤「リーゼ」にも出演）、土田晃之がそれぞれ出演し、2014年2月からは天野ひろゆき、松嶋尚美が出演していた。
- 向井理（2012年3月 - 2013年） - 声のみの出演。
- 沢村一樹（Neo抗菌EX Wパワー ? - 2015年12月、抗菌EX スーパークリアジェル 2014年5月 - 2016年2月）
- 吉瀬美智子（ウルトラアタックNeo 2015年7月 - 2016年7月）
- 長谷川博己（Neo抗菌EX Wパワー 2016年1月 - 2017年5月）
- 五郎丸歩（抗菌EX スーパークリアジェル 2016年3月 - ）
- 高畑淳子（ウルトラアタックNeo 2016年7月 - 同年8月）
- 高良健吾（ウルトラアタックNeo 2016年7月 - 同年8月）
- 本田圭佑（2017年2月 - ）
- 渡辺直美（2017年2月 - ）
- 安發伸太郎（2017年2月 - ）
本田・渡辺・安發は「アタック」の発売30周年を記念したTVCMに起用[14]。
- 西川ヘレン（アタック消臭ストロング 2017年4月 - ）
- 松坂慶子（ウルトラアタックNeo 2017年4月 - ）
- 木野花（ウルトラアタックNeo 2017年4月 - ）
- 瀬戸康史（ウルトラアタックNeo 2017年4月 - ）
- 豊川悦司（Neo抗菌EX Wパワー 2017年5月 - ）
- 及川光博（抗菌EX スーパークリアジェル 2017年7月 - ）
- 田中圭（抗菌EX スーパークリアジェル 2017年7月 - ）
- 松坂桃李（アタックZERO 2019年4月 - ）
- 菅田将暉（アタックZERO、アタック3X→アタック抗菌EX、アタック抗菌EX 部屋干し用、アタック抗菌EX ラク干しプラス 2019年4月 - ）
- 賀来賢人（アタックZERO、アタック除菌アドバンス 2019年4月 - ）
- 間宮祥太朗（アタックZERO 2019年4月 - ）
- 杉野遥亮（アタックZERO 2019年4月 - ）
- 渡辺えり（アタックZERO 2020年9月 - 2021年6月） - 賀来賢人、間宮祥太朗、杉野遥亮と共演
- 村上知子（アタック3X→アタック抗菌EX 2020年9月 - ） - 菅田将暉と共演
- 黒沢かずこ（アタック抗菌EX 部屋干し用 2022年6月 -） - 菅田将暉と共演
- 大島美幸（アタック除菌アドバンス 2023年9月 - ） - 賀来賢人と共演
- 椿鬼奴（アタック抗菌EX ラク干しプラス 2024年5月 - ） - 菅田将暉と共演
- 野間口徹（アタックZERO 2024年12月 - ） - 松坂桃李、賀来賢人と共演
- 前田敦子（アタックZERO、アタックZERO パーフェクトスティック 2025年3月 - ） - 賀来賢人、間宮祥太朗、杉野遥亮と共演

## 競合商品
- トップ - このシリーズの対抗商品
- アリエール - このシリーズの対抗商品
- ニュービーズ

## 脚註

### 註釈
1. ↑  ニュービーズと比較して、箱の体積で80%減、重量で62%減となった[1]。